# كوريا الشمالية في الألعاب الأولمبية الصيفية 2016
نافست كوريا الشمالية في دورة الألعاب الأولمبية الصيفية 2016 في ريو دي جانيرو، البرازيل، من 05-21 أغسطس 2016. وكان هذا الظهور العاشر للبلاد في دورة الألعاب الاولمبية منذ بدايتها في عام 1972. الرياضيين الكوريين الشماليين لم يحضروا في دورة الألعاب الاولمبية الصيفية عام 1984 في لوس انجليس، بسبب الحرب السوفيتيه في أفغانستان وأيضا في الدورة التالية لم تحضر كوريا الشمالية في دورة الألعاب الاولمبية الصيفية عام 1988 في سيول بجانب مع ست دول أخرى.